# سورة الضحى
سورة الضحى هي سورة مكية، من المفصل، آياتها 11، وترتيبها في المصحف 93، في الجزء الثلاثين، بدأت بأسلوب قسم ﴿وَالضُّحَى ۝١﴾ [الضحى:1]، نزلت بعد سورة الفجر، سُميت بـ: الضحى في كثير من المصاحف، وغالبية كتب التفسير، ومن أهم خصائصها أن عدد كلماتها البالغ (40) كلمة، يتطابق مع عدد سنوات الرسول حين بعثته، ومن أهم مقاصدها؛ الرد على المشركين حين زعموا أن الوحي قد انقطع عن النبي ﷺ، وأهم الموضوعات التي اشتملت عليها شخصية النبي ﷺ، وما حباه الله من الفضل والإنعام، ومن الفوائد الفقهية فيها، حسن التعامل مع السائل بعدم زجره ونهره، والتلطف مع السائل للعلم أو المال.

## التعريف بالسورة وسبب التسمية
سُميت بهذا الاسم في أكثر المصاحف وفي كثير من كتب التفسير، وفي جامع الترمذي (سورة الضحى) بدون الواو، وسُميت أيضاً في بعض كتب التفسير وفي صحيح البخاري بسورة (والضحى) بإثبات الواو، وقد جاءت هذه التسمية في كلام الرسول ﷺ.
وسبب التسمية بهذا الاسم (الضحى)؛ لافتتاحها بالقسم في قوله تعالى: ﴿وَالضُّحَى ۝١﴾، وقال الزحيلي: "ولأنها نزلت في شأن النبي ﷺ، فافتتحت بالضحى.
ومعنى كلمة (الضحى): وقت ارتفاع الشمس عن أفق مشرقها، وظهور شعاعها، وهو الوقت الذي ترتفع فيه الشمس متجاوزة مشرقها بمقدار ما يخيل للناظر أنه طول رمح، وفى القسم بالضحى، إشارة إلى مطلع شمس النبوة، وأن مطلعها لا يمكن أن يقف عند حد الضحى الذي بلغته في مسيرتها، بل لا بد أن تبلغ مداها، وأن تتم دورتها.. فالشمس في مسيرتها، لا يمسكها شىء إذا طلعت.

## عدد آيات السورة وكلماتها وحروفها
عدد آياتها: (إحدى عشرة آية).
عدد كلماتها: (أَرْبَعُونَ كلمة)، ككلم سورة (وَالْعَادِيات).
عدد حروفها: (مئة وَاثْنَانِ وَسَبْعُونَ حرفا).

## مكان نزول السورة وترتيبها وسبب نزولها

### مكان نزول سورة الضحى
نزلت في مكة وهي من أوائل السور المكية الخالصة، نزلت في مكة بعد فترة من نزول الوحي على النبي ﷺ، والروايات متنوعة ومتعددة في ذلك.

### ترتيب سورة الضحى
نزلت بعد سورة الفجر وقبل سورة الانشراح، وتعتبر بالنسبة لترتيب النزول السورة (الحادية عشرة) من بين السور المكية، أما ترتيبها في المصحف، فهي السورة (الثالثة والتسعون).

### سبب نزول السورة
1. أخرج الإمام البخاري وغيره: "اشتكى رسول الله ﷺ، فلم يقم ليلة أو ليلتين، فأتت امرأة فقالت: يا محمد، ما أرى شيطانك إلا قد تركك، فأنزل الله : ﴿وَالضُّحَى ۝١ وَاللَّيْلِ إِذَا سَجَى ۝٢ مَا وَدَّعَكَ رَبُّكَ وَمَا قَلَى ۝٣﴾ [الضحى:1–3].[14]
2. ما أخرجه ابن حبان عن جندب قال: "أبطأ جبريل على النبي ﷺ، فقال المشركون: قد ودّع محمد، فَأَنْزَلَ اللَّهُ: ﴿مَا وَدَّعَكَ رَبُّكَ وَمَا قَلَى ۝٣﴾ [الضحى:3].[15]
3. وأخرج الحاكم عن زيد بن أرقم قال: "مكث رسول اللَّه ﷺ أياما لا ينزل عليه جبريل، فقالت أم جميل امرأة أبي لهب: ما أرى صاحبك إلا قد ودّعك وقلاك، فأنزل اللَّه: {وَالضُّحى} .. الآيات.[16]

والقارئ لهذه الروايات، يرى بوضوح أنها نزلت في فترة تأخر نزول الوحى فيها على النبي ﷺ، وأن المشركين قد أشاعوا الشائعات الكاذبة حول سبب تأخر الوحي، فنزلت هذه السورة، لتخرس ألسنتهم، ولتبشر النبي ﷺ برضا ربه  عنه، ولتسوق جانباً من نعم خالقه عليه، ولترشده بل وترشد أمته في شخصه بالمداومة على مكارم الأخلاق، التي من مظاهرها: العطف على اليتيم، والإحسان إلى السائل، وعدم كتمان نعم الله .

## فضائل وخصائص السورة

### فضائل سورة الضحى
من فضائل سورة (الضحى) أن رسول الله ﷺ أمر أن يُقرأ بها في صلاة العشاء، وذلك تخفيفاً على الناس، فقد روى النسائي عن جابر، قال: قَامَ مُعَاذٌ فَصَلَّى الْعِشَاءَ الْآخِرَةَ فَطَوَّلَ، قَالَ النَّبِيُّ ﷺ: «أَفَتَّانٌ يَا مُعَاذُ، أَفَتَّانٌ يَا مُعَاذُ؟ أَيْنَ كُنْتَ عَنْ سَبِّحِ اسْمَ رَبِّكَ الْأَعْلَى وَوَالضُّحَى وَإِذَا السَّمَاءُ انْفَطَرَتْ».
وثبت عن الشافعي أنه يسن التكبير بأن يقول «اللَّه أكبر» أو «اللَّه أكبر، لا إله إلا اللَّه، واللَّه أكبر» عقب قراءة سورة والضحى وخاتمة كل سورة بعدها، وذكر القراء في مناسبة التكبير: أنه لما تأخر الوحي عن رسول اللَّه ﷺ وفتر مدة، ثم جاء الملك، فأوحى إليه: ﴿وَالضُّحَى ۝١ وَاللَّيْلِ إِذَا سَجَى ۝٢﴾.. السورة بتمامها، كبّر فرحا وسرور، قال ابن كثير: ولم يرو ذلك بإسناد يحكم عليه بصحة ولا ضعف.

### خصائص سورة الضحى
لقد اختصت سورة (الضحى) عن غيرها بعدد من الخصائص، أهمها ما يلي:
1. أنها أول سورة في قصار المفصل.[7]
2. إن عدد كلماتها البالغ (أربعين كلمة)، يتطابق مع عدد سنوات الرسول حين بعثته.[4]
3. ترتيبها في النزول، جاء قبل سورة (الانشراح)، وهذا موافق لترتيبها في المصحف.[12]

## مناسبتها السورة لما قبلها وبعدها

### مناسبة سورة الضحى لما قبلها
1. لما ذكر في السورة التي قبلها: ﴿وَسَيُجَنَّبُهَا الْأَتْقَى ۝١٧﴾ [الليل:17]، عقَّب  بذكر نعمه على سيد الأتقياء في هذه السورة، وهو محمد ﷺ.[6]
2. لما أقسم  في سورة (الليل)، بالليل إذا يغشى، وبالنهار إذا تجلى، وبدأ بالقسم بالليل، ثم أعقبه بالقسم بالنهار..، وهنا يقسم الله  بالنهار أولاً: (والضحى)، ثم بالليل ثانياً: (ولليل إذا سجى)، وبهذا يتوازن الليل والنهار، فيقدّم أحدهما في موضع ويقدم الآخر في موضع، ولكل من التقديم والتأخير في الموضعين مناسبتة.[10]
3. لما ختمت سورة الليل بوعد كريم من اللَّه  بإرضاء الأتقى في الآخرة، وقال  في سورة الضحى مؤكدا وعده لنبيه ﷺ بقوله: وَلَسَوْفَ يُعْطِيكَ رَبُّكَ فَتَرْضى.[8]
4. لما قال  في سورة الليل: ﴿إِنَّ عَلَيْنَا لَلْهُدَى ۝١٢ وَإِنَّ لَنَا لَلْآخِرَةَ وَالْأُولَى ۝١٣﴾ [الليل:12–13]، تطلب ذلك اشتداد الخوف والفزع، وبذلك تعين على الموحد الالتجاء إلى السميع العليم، فآنس  أحبَّ عباده إليه وأعظم منزلة لديه، وذكر له ما منحه من تقريبه له، وما جمعه له من خيري الدنيا والآخرة، فقال في هذه السورة (الضحى): ﴿وَالضُّحَى ۝١ وَاللَّيْلِ إِذَا سَجَى ۝٢ مَا وَدَّعَكَ رَبُّكَ وَمَا قَلَى ۝٣ وَلَلْآخِرَةُ خَيْرٌ لَكَ مِنَ الْأُولَى ۝٤﴾.[5]

### مناسبة سورة الضحى لما بعدها
1. إن سورة (الضحى) شديدة الاتصال بما بعدها، أي: بسورة (الانشراح)، حتى إنه روي عن طاوس وعمر بن عبد العزيز أنهما كانا يقولان: إنهما سورة واحدة، وكانا يقرآنهما في الركعة الواحدة، وما كانا يفصلان بينهما ببسم الله الرحمن الرحيم، وقال الآلوسي: والحق أنهما متصلتان معنى مع كونهما سورتين يفصل بينهما بالبسملة، ويدل على شدة اتصالهما ما في حديث الإسراء الذي أخرجه ابن أبي حاتم أن الله تعالى قال لرسوله ﷺ: يا محمد ألم أجدك يتيما فآويت وضالا فهديت، وعائلا فأغنيت، وشرحت لك صدرك، حططت عنك وزرك، ورفعت لك ذكرك، ولا أذكر إلا ذكرت معي .. إلى آخره، والجمع بينهما في الحديث يدل دلالة قوية على ما بينهما من تناسب،[5] وقال الزحيلي في التفسير المنير عن سورة (الانشراح): "هي شديدة الاتصال بسورة الضحى، لتناسبهما في الجمل والموضوع لأن فيهما تعداد نعم اللَّه على نبيه ﷺ، مع تطمينه وحثه على العمل والشكر، حيث قال في (الضحى): ﴿أَلَمْ يَجِدْكَ يَتِيمًا فَآوَى ۝٦﴾، وأضاف فيما بعدها وعطف: ﴿أَلَمْ نَشْرَحْ لَكَ صَدْرَكَ ۝١﴾.[8]
2. لما أمر الله نبيه ﷺ آخر الضحى بالتحديث بنعمته التي أنعمها عليه، فصلها في السورة التي تليها، فقال مثبتاً لها في استفهام إنكاري مبالغة في إثباتها عند من ينكرها والتقرير بها مقدماً المنة بالشرح في صورته قبل الإعلام بالمغفرة كما فعل ذلك في سورة الفتح الذي هو نتيجة الشرح، لتكون البشارة بالإكرام أولاً لافتاً القول إلى مظهر العظمة تعظيماً للشرح، {ألم نشرح} أي شرحاً يليق بعظمتنا{لك} أي خاصة.[18]

## تفسير سورة الضحى
أوحى الله لرسوله أجمل الكلمات فيبدأ يقسم رب العزة بآياته الظاهرة فيما خلق بالضحى والليل إذا سجى - ليقول لرسوله ماودعتك ومانسيتك واعدك أن لك عندناى في الآخرة خير من الأولى ولسوف اعطيك حتى ترضى أي ماتريد حتى ترضى، الاتتذكر لقد كانت عين ربك عليك فلقد وجدتك يتيما فآويتك وضالا لكن لست مضل تريد أن تعرف الحق والحقيقة فهديتك إلى الحق والحقيقة ووجدتك عائلا فأغنيتك لذلك لاتقهر يتيما ولا تنهر سائلا وحدث بنعمة ربك عليك فانك لست كالناس أنت مميز عنهم أنت من المصطفين والمقربين منى.
﴿وَالضُّحَى ۝١ وَاللَّيْلِ إِذَا سَجَى ۝٢ مَا وَدَّعَكَ رَبُّكَ وَمَا قَلَى ۝٣ وَلَلْآخِرَةُ خَيْرٌ لَكَ مِنَ الْأُولَى ۝٤ وَلَسَوْفَ يُعْطِيكَ رَبُّكَ فَتَرْضَى ۝٥ أَلَمْ يَجِدْكَ يَتِيمًا فَآوَى ۝٦ وَوَجَدَكَ ضَالًّا فَهَدَى ۝٧ وَوَجَدَكَ عَائِلًا فَأَغْنَى ۝٨ فَأَمَّا الْيَتِيمَ فَلَا تَقْهَرْ ۝٩ وَأَمَّا السَّائِلَ فَلَا تَنْهَرْ ۝١٠﴾﴿وَأَمَّا بِنِعْمَةِ رَبِّكَ فَحَدِّثْ ۝١١﴾، يقسم الله سبحانه – بهذين الموحيين. فيربط بين ظواهر الكون ومشاعر النفس. فيعيش ذلك القلب في أنس من هذا الوجود. غير موحش ولا غريب وبعد هذا الإيحاء الكوني يجيئ التوكيد المباشر: ﴿مَا وَدَّعَكَ رَبُّكَ وَمَا قَلَى ۝٣﴾ [الضحى:3] .. ما تركك ربك وما جفاك. وإنه ليدخر لك ما يرضيك من التوفيق في دعوتك. وإزاحة العقبات من طريقك، وغلبة منهجك وظهور حقك. وهي الأمور التي كانت تشغل بال الرسول ﴿أَلَمْ يَجِدْكَ يَتِيمًا فَآوَى ۝٦ وَوَجَدَكَ ضَالًّا فَهَدَى ۝٧ وَوَجَدَكَ عَائِلًا فَأَغْنَى ۝٨﴾ [الضحى:6–8]، لقد ولدت يتيماً فآواك إليه، وعطف عليك القلوب حتى قلب عمك أبي طالب وهو على غير دينك، ويوجه الله المسلمين إلى رعاية كل يتيم، ولقد كنت فقيراً فأغنى الله نفسك بالقناعة، كما أغناك بكسبك ومال أهل بيتك خديجة رضى الله عنها.
﴿فَأَمَّا الْيَتِيمَ فَلَا تَقْهَرْ ۝٩ وَأَمَّا السَّائِلَ فَلَا تَنْهَرْ ۝١٠﴾﴿وَأَمَّا بِنِعْمَةِ رَبِّكَ فَحَدِّثْ ۝١١﴾ [الضحى:11]، وهذه التوجيهات إلى إكرام اليتيم والنهى عن قهره وإذلاله – هذه من أهم إيحاءات الواقع في البيئة الجاحدة، التي لاترعى الضعيف، الغير قادر على حماية حقه بسيفه والوقوف عند حدود الله، وأما التحدت بنعمة الله – وبخاصة نعمة الهدى والإيمان – فهو صورة من صور الشكر للمنعم. يكملها البر، وهو المظهر العملي للشكر.
﴿وَلَسَوْفَ يُعْطِيكَ رَبُّكَ فَتَرْضَى ۝٥﴾ [الضحى:5]، فإن (ولسوف) عبارة تحتمل أن تكون للوعد أو للإخبار. فهنا يخبر الله رسوله، أو يعده، بأنه سيعطيه، وأن نتيجة ذلك العطاء ستكون هي الرضا المحقق. ويقدم له بعد ذلك علامات من التحسن التدريجي الذي حصل في حاله، لتكون دليلا على أن التحسن سيستمر إلى أن يبلغ الرسول مقام الرضا، وهذه العلامات هي أن الله وجده يتيما فآواه ووجده ضالا فهداه ووجده عائلا فقيرا فأغناه.

## الناسخ والمنسوخ في السورة
السورة جميعها محكم، وقال أبو القاسم المقري: وَلَيْسَ فِيهَا نَاسخ وَلَا مَنْسُوخ.

## اللغة والبلاغة في السورة

### اللغة في سورة الضحى
﴿وَالضُّحَى ۝١﴾: هو وقت ارتفاع الشمس بعد إشراقها، وهو وقت النشاط والحركة، والإقبال على السعى والعمل.. ولذا خص بالقسم به، وقيل: المراد بالضحى هنا: النهار كله، بدليل أنه جعل في مقابلة الليل كله، والأول أولى: لأن الضحى يطلق على وقت انتشار ضياء الشمس حين ترتفع، وتلقى بأشعتها على الكون، ويبرز الناس لأعمالهم المتنوعة.
﴿وَاللَّيْلِ إِذَا سَجَى ۝٢﴾: (سجى)، سجا الليل، يسجو، سجوّا، وسجوّا، أي سكن، وهدأ، حيث تسكن فيه حركة الحياة، كما يسكن موج البحر، وينطوى صخبه وهديره، وهذا يعنى الدخول في الليل إلى حدّ استوائه، كالدخول في النهار إلى وقت الضحى، حيث يسفر وجه النهار على تمامه وكماله.
﴿مَا وَدَّعَكَ رَبُّكَ وَمَا قَلَى ۝٣﴾: (ما ودعك): ما قطعك أو فارقك، قطع المودّع أو مفارقته، وقرئ (وَدَّعَكَ) بالتخفيف، أي تركك، وهو جواب القسم. (وَما قَلى): ما أبغضك ربك، والقلى: شدة الكره، وقد نزل هذا لما قال الكفار عند تأخر الوحي عنه خمسة عشر يوما: إن ربه ودعه وقلاه.
﴿وَلَسَوْفَ يُعْطِيكَ رَبُّكَ فَتَرْضَى ۝٥﴾: أي ولسوف يظاهر ربك عليك نعمه، ويوالي عليك مننه، ومنها توارد الوحي عليك بما فيه إرشادك وإرشاد قومك إلى ما فيه سعادتهم في الدنيا والآخرة، وسيظهر دينك على الأديان كلها، وتعلو كلمتك ويرتفع شأنك على شئون الناس جميعا.
﴿أَلَمْ يَجِدْكَ يَتِيمًا فَآوَى ۝٦﴾: ألم يجدك يتيما لا أب لك، قد مات أبوك، (فآوى)، أي جعل لك مأوى تأوي إليه عند عمك أبي طالب، فكفلك.
﴿وَوَجَدَكَ ضَالًّا فَهَدَى ۝٧﴾: فيه أقوال: أحدها: وجدك ضالا عن معرفة الشريعة فهداك إليها، ومعناه أنه لم يكون يعرف تفصيل الشريعة وفروعها حتى بعثه الله، ولكنه ما كفر بالله ولا أشرك به لأنه كان معصوماً من ذلك قبل النبوة وبعدها.
﴿وَوَجَدَكَ عَائِلًا فَأَغْنَى ۝٨﴾: أي ووجدك فقيراً محتاجاً فأغناك عن الخلق، بما ليس لك من أسباب التجارة.
﴿فَأَمَّا الْيَتِيمَ فَلَا تَقْهَرْ ۝٩﴾: (فلا تقهر): قال مجاهد: لا تحتقره، وقال ابن سلام: لا تستزله، وقال سفيان: لا تظلمه بتضييع ماله، وقال الفراء: لا تمنعه حقه، والقهر هو التسليط بما يؤذي.
﴿وَأَمَّا السَّائِلَ فَلَا تَنْهَرْ ۝١٠﴾: ظاهره المستعطي، (فلا تنهر): أي تزجره، لكن أعطه أو رده ردا جميلا، وقال قتادة: لا تغلظ عليه، وهذه في مقابلة ووجدك عائلا فأغنى فالسائل، كما قلنا: المستعطي، وقاله الفراء وجماعة.
﴿وَأَمَّا بِنِعْمَةِ رَبِّكَ فَحَدِّثْ ۝١١﴾: قال مجاهد والكلبي: معناه بث القرآن وبلغ ما أرسلت به، وقال محمد بن إسحاق: هي النبوة، وقال آخرون: هي عموم في جميع النعم، وقال الزمخشري: التحديث بالنعم: شكرها وإشاعتها، يريد ما ذكره من نعمة الإيواء والهداية والإغناء وما عدا ذلك.

### البلاغة في سورة الضحى
1. في قوله : ﴿وَاللَّيْلِ إِذَا سَجَى ۝٢﴾: مجاز عقلي، حيث أسند السكون إلى الليل، والمجاز العقلي إسناد الفعل أو ما في معناه إلى غير ما هو له، لعلاقة مع قرينة مانعة من إرادة الإسناد الحقيقي، وفي الآية إسناد السجو إلى ضمير الليل غير حقيقي، وإنما المراد أصحابه فهم الذين يسكنون.[27]
2. في قوله : ﴿وَلَلْآخِرَةُ خَيْرٌ لَكَ مِنَ الْأُولَى ۝٤﴾: فيها طباق، الطباق بين {الآخرة} و{الأولى} لأن المراد بالأولى الدنيا وهي تطابق الآخرة.[25]
3. في قوله : ﴿وَلَسَوْفَ يُعْطِيكَ رَبُّكَ فَتَرْضَى ۝٥﴾: فن الحذف، فقد حذف مفعول يعطيك الثاني تهويلا لأمره واستعظاما لشأنه، وإن هذه المعطيات أجلّ من أن تذكر، وأكبر من أن تدرج أي الشيء الكثير من توارد الوحي عليك بما فيه إرشاد لك ولقومك ومن ظهور دينك وعلو كلمتك وإسعاد قومك بما تشرع لهم وإعلائك وإعلائهم على الأمم في الدنيا والآخرة.[27]
4. في قوله : ﴿أَلَمْ يَجِدْكَ يَتِيمًا فَآوَى ۝٦ وَوَجَدَكَ ضَالًّا فَهَدَى ۝٧ وَوَجَدَكَ عَائِلًا فَأَغْنَى ۝٨﴾: سجع مرصّع: وهو توافق الفواصل مراعاة لرؤوس الآيات.[8]
5. في قوله : ﴿وَوَجَدَكَ ضَالًّا فَهَدَى ۝٧﴾: استعارة تصريحية، شبّه الشريعة بالهدى وعدم وجودها بالضلال، وحذف المشبه وأبقى المشبه به وهو الضلال من ضلّ في طريقه إذا سلك طريقا غير موصلة لمقصده، والمقصد هنا العلوم النافعة التي تسمو بالعقل والروح معا.[27]
6. في قوله :﴿أَلَمْ يَجِدْكَ يَتِيمًا فَآوَى ۝٦﴾، ﴿وَوَجَدَكَ عَائِلًا فَأَغْنَى ۝٨﴾؛ مقابلة لطيفة، قابلها بقوله: ﴿فَأَمَّا الْيَتِيمَ فَلَا تَقْهَرْ ۝٩ وَأَمَّا السَّائِلَ فَلَا تَنْهَرْ ۝١٠﴾، وهي من لطائف علم البديع.[25]

## القراءات في السورة
نماذج لوجوه القراءات لبعض الألفاظ في سورة الضحى:
قوله تعالى: (وَالضُّحى، سَجى، قَلى، الْأُولى، فَتَرْضى، فَآوى، فَهَدى، فَأَغْنى): قرأ حمزة والكسائي من (وَالضُّحى) إلى (فَأَغْنى) بالإمالة محضة، ولم يمل حمزة سَجى، وأمال ورش بين بين، والفتح عن ورش قليل، والباقون بالفتح.

## الفوائد الفقهية في السورة
- الفائدة الأولى: في قوله تعالى: ﴿وَأَمَّا السَّائِلَ فَلَا تَنْهَرْ ۝١٠﴾، قال ابن العربي المالكي فيها مسألتان:
  - المسألة الأولى: ذكر المفسرون فيها قولين:
    1. الأول: ﴿وَأَمَّا السَّائِلَ فَلَا تَنْهَرْ ۝١٠﴾، أي رده بلين ورحمة؛ قاله قتادة.
    2. الثاني: سائل الدين للبيان لا تنهره بالجفوة والغلظة.

  - المسألة الثانية أما من قال: إنه سائل البر فقد قدمنا وجوه السؤال في غير موضع وكيفية العمل فيه، وقول معروف ومغفرة خير من صدقة يتبعها أذى، فكيف بالأذى دون الصدقة، وأما السائل عن الدين فجوابه فرض على العالم على الكفاية كإعطاء سائل البر سواء.[29]

- الفائدة الثانية: في قوله : ﴿وَأَمَّا بِنِعْمَةِ رَبِّكَ فَحَدِّثْ ۝١١﴾، قال الطبري: يقول: فاذكره، وعن مجاهد: قال: بالنبوّة، وعن أبى نضرة، قال: كان المسلمون يرون أن من شُكْرِ النعم أن يحدّثَ بها.[30]

## المؤلفات في السورة
1. التفسير التحليلي لسورة الضحى أنموذجاً – دراسة تحليلية تطبيقية -، زهرة شعبان سيد المازني، الناشر: مجلة القرآن الكريم والعلوم الإسلامية، العدد: (60) 2022م.
2. علل الاختيارات القرآنية في سورة الضحى – دراسة تعبيرية -، د. عبد الله حميد حسين، د. أثير طارق نعمان، الناشر: المجلة العالمية لبحوث القرآن، بدون رقم العدد وتاريخ النشر.
3. هدايات سورة الضحى وأثرها في بناء القيم الإنسانية، د. نوال بنت محمد بن زاهد علي سرداد، مجلة جامعة المدينة العالمية (مجمع)، العدد: (43)، ديسمبر 2022م.
4. سورة الضحى – دراسة صوتية -، د. عزة عدنان أحمد عزت، د. رافع عبد الله مالو، مجلة آداب الرافدين، العدد (54)، سنة 1430ه- 2009م.
5. سورة الضحى –دراسة تحليلية-، د. عزت إبراهيم حماش الجبوري، الناشر: مجلة جامعة تكريت للعلوم الإسلامية، المجلد (25)، العدد (5)، 2018م.
6. سورة الضحى – دراسة في التفسير الموضوعي -، أ. معتوقة محمد حسن زيد الحساني، مجلة سلسلة دراسات عربية وإسلامية، جامعة القاهرة، 2011م.
7. وقفات في تفسير سورة (الضحى – الشرح - التين)، للباحثة: انشراح بنت محمد سعيد باشا باحشوان، بحث منشور، وهو مقدم إلى جامعة أم القرى، كلية الشريعة والدراسات الإسلامية.

## وصلات خارجية
- سورة الضحى: تجويد-تفسير - موقع Altafsir.com